# Oh, God! You Devil
Oh, God! You Devil é um filme americano, de humor negro, de 1984; dirigido por Paul Bogart, estrelando George Burns e Ted Wass.

## Sinopse
Bobby Shelton(Ted Wass) é um músico que enfrenta dificuldades para dar impulso à sua carreira. Num momento de desespero, após ter contratos com gravadoras negados, Shelton desabafa consigo próprio e diz que venderia sua alma ao Diabo por uma carreira de sucesso. Harry O. Tophet(George Burns) ouve seu clamor e aparece numa festa em que Bobby está tocando, para oferecer-lhe oportunidades de sucesso. Shelton desconfia à princípio, porém após outra reunião fracassada com seu agente para contratos com gravadoras, ele aceita assinar um contrato de 7 anos com Tophet, o que - imediatamente - muda as coisas e o torna uma estrela de sucesso.
Seu nome muda para Billy Wayne e após diversos shows seguidos e pouco descanso, ele percebe que perdeu o contato com sua esposa. Ao procurá-la, descobre outro Bobby Shelton em seu lugar. Então Tophet lhe avisa que ele fez um pacto com o Diabo(o próprio Tophet). Sufocado com o sucesso, Billy Wayne resolve procurar Deus para pedir ajuda e ter sua vida de volta.
Deus (novamente George Burns) cede aos apelos de Wayne e aparece para salvá-lo de perder sua alma e devolver-lhe a vida de Bobby Shelton.[carece de fontes?]

## Elenco principal

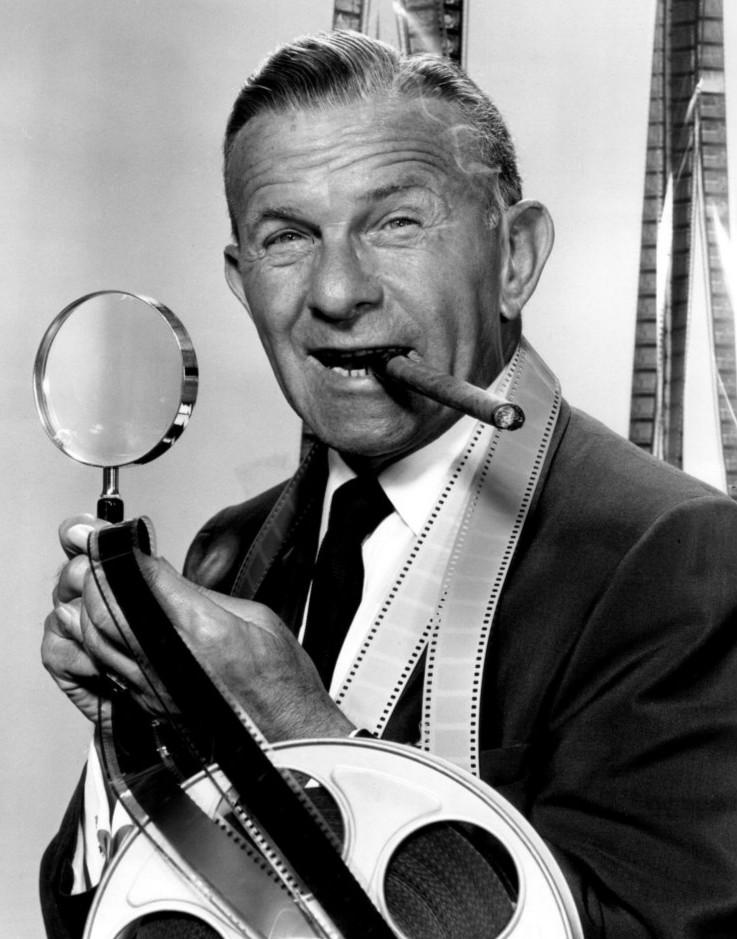
George Burns fez os papéis de Deus e o Diabo no filme.

| Ator / Atriz     | Personagem                    |
| ---------------- | ----------------------------- |
| George Burns     | Deus / Diabo(Harry O. Tophet) |
| Ted Wass         | Bobby Shelton / Billy Wayne   |
| Ron Silver       | Gary Frantz                   |
| Roxanne Hart     | Wendy Shelton                 |
| Robert Desiderio | 1º Billy Wayne                |
| Eugene Roche     | Charlie Gray                  |